# Configurateur
 (janvier 2016).
Si vous disposez d'ouvrages ou d'articles de référence ou si vous connaissez des sites web de qualité traitant du thème abordé ici, merci de compléter l'article en donnant les références utiles à sa vérifiabilité et en les liant à la section « Notes et références ».
Un configurateur est un logiciel applicatif permettant de guider un consommateur acheteur vers la définition exacte ou approchée du bien ou du service censé répondre à ses besoins et attentes.
Les configurateurs sont en général des softwares, utilisés soit directement en magasin (borne interactive, tablette...), sur Internet, ou disponibles par l'intermédiaire d'un délégué commercial lors d'un contact client.

## Utilité
Le but du configurateur est de permettre aux utilisateurs de créer et personnaliser un projet, un produit.
Par exemple, grâce à un configurateur, l'utilisateur va pouvoir choisir et personnaliser un meuble, une literie, une voiture, une clôture.
Les configurateurs répondent particulièrement aux situations où le client doit être guidé et assisté :
- dans la connaissance du produit (notamment pour les produits industriels et/ou techniques, par exemple des pompes hydrauliques);
- dans l'expression de son besoin ;
- dans son orientation (du fait de l'existence d'un grand nombre de produits) ;
- dans la maitrise d'une palette importante d'options plus ou moins compatibles entre elles (par exemple, configuration d'une voiture ou les choix de finitions ou de packs incluent ou excluent des options)

Les bénéfices pour les entreprises disposant d’un configurateur sont multiples:
- Accroître le chiffre d’affaires
- Fidéliser leurs clients
- Améliorer la satisfaction client

## Exemples
Les configurateurs les plus sophistiqués fournissent également le prix de vente de la configuration demandée par le consommateur, ainsi que la visualisation en 3D de sa simulation, pour un rendu le plus réaliste possible, qui lui permette de se projeter dans son futur achat.
À titre d'exemple on peut citer les configurateurs : 
- permettant de choisir une fenêtre pour rénover sa façade (voir les sites des fabricants ou distributeurs de fenêtres) ;
- permettant de choisir un modèle de véhicule automobile et ses options (voir les sites des fabricants d'automobiles);
- permettant de choisir et personnaliser son dressing, en fonction de la place dont on dispose (voir les sites de fabricants de meubles et de dressing, notamment les Meubles CELIO à la Chapelle Saint-Laurent(79) au cœur de la région Poitou-Charentes configurateur en 3D meubles-celio)

## Configuration des logiciels et des services
Récemment, la configuration basée sur les connaissances a été étendue à la configuration des services et des logiciels. La configuration des logiciels de modélisation a été basée sur deux approches principales : la modélisation des caractéristiques, et les connecteurs de composants.[A 26] L'ontologie de domaine Kumbang combine les approches précédentes en s'appuyant sur la tradition de la configuration basée sur les connaissances.